# Lucio Dalla - Numeri 1
Lucio Dalla - Numeri 1 è una raccolta di Lucio Dalla, uscita nel 2002 che contiene molti dei grandi successi del musicista bolognese, da Piazza Grande a Come è profondo il mare, da L'anno che verrà a Caruso. Unica curiosità è il recupero di 1983, brano d'apertura dell'omonimo album e Ciao a te, canzoni che lo stesso Dalla non aveva mai inserito in nessuna raccolta precedente.

## Tracce
1. 4/3/1943
2. Il Cielo
3. Piazza Grande
4. Com'è Profondo Il Mare
5. Balla Balla Ballerino
6. Cara
7. Futura
8. L'anno Che Verrà
9. Disperato Erotico Stomp
10. Ciao a Te
11. 1983
12. L'ultima Luna
13. Telefonami Tra Vent'anni
14. Caruso